# Alikadam
Alikadam è un sottodistretto (upazila) del Bangladesh situato nel distretto di Bandarban, divisione di Chittagong. Si estende su una superficie di 885,78 km² e conta una popolazione di 49.317  abitanti (censimento 2011).